# Gråkronad snårsparv
Gråkronad snårsparv (Melozone occipitalis) är en fågelart i familjen amerikanska sparvar inom ordningen tättingar.

## Utbredning och systematik
Fågeln förekommer ifrån höglänta områden i södra Mexiko (Chiapas) till Guatemala och El Salvador. Den kategoriserades tidigare som underart av vitkindad snårsparv (Melozone leucotis), men urskiljs sedan 2016 som egen art av Birdlife International och IUCN, sedan 2025 av AviList.

## Status
Den kategoriseras av IUCN som livskraftig.